# ВК Савона
ВК Савона (итал. Rari Nantes Savona) је ватерполо клуб из Савоне, Италија. Тренутно се такмичи у Серији А1 Италије.
Основан је 1948. године, а своје утакмице игра на базену Карло Занели. Боје клуба су црвена и бела. Од 1981 . се такмичи у Серији А и освојио је 3 лигашке титуле, 3 трофеја Купа Италије и 3 Купа Европе. Такође је играо још једно финале Купа Европе, 1992. је поражен у финалу Купа европских шампиона од сплитског Јадрана, док је сва три пута поражен у Суперкупу.

## Успеси

### Национални
- Серија А Италије: 3

1990/91, 1991/92, 2004/05.
- Куп Италије: 3

1989/90, 1990/91, 1992/93.

### Међународни
- ЛЕН Куп Европе:

Освајач (3): 2004/05, 2010/11, 2011/12.
Финалиста (1): 2009/10.
- Куп европских шампиона:

Финалиста (1): 1991/92.
- Суперкуп Европе

Финалиста (3): 2005, 2011, 2012.

### Млађе категорије
- Првенство Италије до 17 година: 2

2001, 2004.
- Првенство Италије до 15 година: 3

1994, 1999, 2000.